# Quirks mode
Quirks mode (letterlijk fratsenmodus) is een techniek die door sommige webbrowsers wordt gebruikt om een pagina te renderen.
Normaliter proberen de meeste webbrowsers een pagina in standards mode op te bouwen en weer te geven, een techniek waarbij de browser zich houdt aan de standaarden zoals opgelegd door W3C en IETF. In quirks mode wordt van deze standaarden afgeweken, vaak om oudere webpagina's nog goed weer te kunnen geven.
Een manier om de webbrowser Windows Internet Explorer in quirks mode te laten handelen is:
```
 
<!-- This comment will put IE 6, 7, 8, and 9 in quirks mode -->

 
<!DOCTYPE HTML PUBLIC "-//W3C//DTD HTML 4.01//EN"

 "http://www.w3.org/TR/html4/strict.dtd">

```